# Луперія (Ясси)
Луперія (рум. Lupăria) — село у повіті Ясси в Румунії. Входить до складу комуни Котнарі.
Село розташоване на відстані 331 км на північ від Бухареста, 57 км на північний захід від Ясс.

## Населення
За даними перепису населення 2002 року у селі проживали 382 особи, усі — румуни. Усі жителі села рідною мовою назвали румунську.